# Чемпионат СССР по хоккею с шайбой 1952/1953
Седьмой чемпионат СССР по хоккею с шайбой был разыгран с 30 ноября 1952 года по 25 января 1953 года. Победителем в третий раз подряд стал клуб ВВС МВО.

## Регламент чемпионата
В этом сезоне вернулись к прежней схеме проведения чемпионата, игре в двух дивизионах — классах «А» (бывшая Первая группа) и «Б» (бывшая Вторая группа). При этом состав участников каждого из дивизионов определялся на общем для всех команд первенства предварительном этапе. 18 команд, разбитые на 3 подгруппы, проводили игры в один круг. По результатам 3 лучшие команды из каждой подгруппы формировали класс «А», в котором разыгрывали медали в двухкруговом турнире, последняя команда на следующий сезон переводилась во второй дивизион. Остальные команды составляли класс «Б», и в однокруговом турнире вели борьбу за 2 путёвки в класс «А» следующего сезона. Таким образом, в следующем сезоне в классе «А» должны были играть 10 команд. Класс «Б», пополнившись чемпионами УССР и Ленинграда также должен был в будущем включать 10 участников.

Команда из РСФСР, занявшее наиболее низкое место, играла переходные матчи с чемпионом республики.
Состав участников формировался по спортивно-административному принципу. К соревнованию допустили 12 прошлогодних участников чемпионата, включая команду «Динамо» Свердловск, которая в переходных матчах потеряла право выступать в первенстве СССР, чемпиона РСФСР «Химик» Электросталь, завоевавшего это право в переходных матчах, вице-чемпиона РСФСР ДО Новосибирск, «Торпедо» Горький (6-е место в чемпионате РСФСР), чемпиона ЛитССР «Кауно Аудиняй» Каунас, чемпиона УССР «Спартак» Харьков, чемпиона КФССР.
Перед началом турнира команды из Харькова и Петрозаводска снялись с соревнований. В подгруппе игравшей в Молотове вакантное место занял местный СК им. Сталина, всего в чемпионате участвовало 17 команд.

## Предварительный этап
Матчи в подгруппах прошли с 30 ноября по 10 декабря.

### Подгруппа А
Подгруппа А проводила встречи в Свердловске. Команда ВВС ожидаемо выиграла все матчи. Победил всех остальных соперников новичок турнира «Химик». Третью путёвку в класс «А» получила команда «Динамо» Свердловск.
| М | Команда              | 1    | 2    | 3   | 4   | 5   | 6    | И | В | Н | П | Ш     | О  |
| - | -------------------- | ---- | ---- | --- | --- | --- | ---- | - | - | - | - | ----- | -- |
| 1 | ВВС МВО              | -    | 12:0 | 7:0 | 2:0 | 6:2 | 11:0 | 5 | 5 | 0 | 0 | 38-2  | 10 |
| 2 | «Химик» Электросталь | 0:12 | -    | 3:2 | 1:0 | 5:1 | 7:2  | 5 | 4 | 0 | 1 | 16-17 | 8  |
| 3 | «Динамо» Свердловск  | 0:7  | 2:3  | -   | 5:5 | 6:2 | 9:0  | 5 | 2 | 1 | 2 | 22-17 | 5  |
| 4 | «Даугава» Рига       | 0:2  | 0:1  | 5:5 | -   | 2:3 | 6:5  | 5 | 1 | 1 | 3 | 13-16 | 3  |
| 5 | «Торпедо» Горький    | 2:6  | 1:5  | 2:6 | 3:2 | -   | 4:5  | 5 | 1 | 0 | 4 | 12-24 | 2  |
| 6 | «Динамо» Таллин      | 0:11 | 2:7  | 0:9 | 5:6 | 5:4 | -    | 5 | 1 | 0 | 4 | 12-37 | 2  |

### Подгруппа Б
Подгруппа Б проводила встречи в Молотове. Московские и ленинградская команды разгромив остальных соперников заняли три первых места.
| М | Команда                 | 1    | 2    | 3   | 4    | 5    | 6    | И | В | Н | П | Ш     | О  |
| - | ----------------------- | ---- | ---- | --- | ---- | ---- | ---- | - | - | - | - | ----- | -- |
| 1 | «Крылья Советов» Москва | -    | 4:2  | 9:1 | 12:2 | 13:2 | 15:2 | 5 | 5 | 0 | 0 | 53-9  | 10 |
| 2 | «Динамо» Москва         | 2:4  | -    | 7:3 | 13:1 | 5:2  | 10:0 | 5 | 4 | 0 | 1 | 37-10 | 8  |
| 3 | ДО Ленинград            | 1:9  | 3:7  | -   | 4:1  | 8:1  | 9:5  | 5 | 3 | 0 | 2 | 25-23 | 6  |
| 4 | ДО Новосибирск          | 2:12 | 1:13 | 1:4 | -    | 6:0  | 12:4 | 5 | 2 | 0 | 3 | 22-33 | 4  |
| 5 | «Спартак» Минск         | 2:13 | 2:5  | 1:8 | 0:6  | -    | 7:2  | 5 | 1 | 0 | 4 | 12-34 | 2  |
| 6 | СК им. Сталина Молотов  | 2:15 | 0:10 | 5:9 | 4:12 | 2:7  | -    | 5 | 0 | 0 | 5 | 13-53 | 0  |

### Подгруппа В
Подгруппа В проводила встречи в Челябинске. ЦДСА и «Динамо» Ленинград без проблем заняли первые два места, «Спартак» за счёт победы над хозяевами площадки заняли третье место.
| М | Команда                | 1    | 2    | 3    | 4   | 5    | И | В | Н | П | Ш     | О |
| - | ---------------------- | ---- | ---- | ---- | --- | ---- | - | - | - | - | ----- | - |
| 1 | ЦДСА                   | -    | 11:3 | 12:3 | 5:3 | 23:0 | 4 | 4 | 0 | 0 | 51-8  | 8 |
| 2 | «Динамо» Ленинград     | 3:11 | -    | 8:3  | 5:2 | 12:1 | 4 | 3 | 0 | 1 | 28-17 | 6 |
| 3 | «Спартак» Москва       | 3:12 | 3:8  | -    | 3:2 | 13:2 | 4 | 2 | 0 | 2 | 22-24 | 4 |
| 4 | «Дзержинец» Челябинск  | 2:5  | 2:5  | 2:3  | -   | 9:0  | 4 | 1 | 0 | 3 | 15-13 | 2 |
| 5 | «Кауно Аудиняй» Каунас | 0:23 | 1:12 | 2:13 | 0:9 | -    | 4 | 0 | 0 | 4 | 3-57  | 0 |

## Класс «А»
Игры в классе «А» прошил в Москве с 21 декабря по 25 января. Лидирующая четвёрка финишировала с отрывом друг от друга всего в одно очко, и большим отрывом от остальных команд. Команда ВВС лучше всех сыграла в матчах с конкурентами и завоевала золотые медали несмотря на то, что её лидер, капитан и лучший бомбардир Всеволод Бобров пропустил весь сезон из-за серьёзной травмы колена.

«Крылья Советов» имели все шансы впервые завоевать серебряные медали, но стали единственными из лидеров, кто потерял очки в играх с другими командами, и оказались за чертой призёров.

Чемпион страны ВВС, по политическим, и московский «Спартак» по финансовым причинам, по окончании сезона покинули чемпионат. Команда «Динамо» Свердловск, набрав меньше всех очков, должна была перейти в класс «Б», но, второй год подряд, её оставили в сильнейшем дивизионе.
| М | Команда                 | 1        | 2         | 3         | 4         | 5        | 6         | 7        | 8         | 9         | И  | В  | Н | П  | Ш      | О  | Примечания       |
| - | ----------------------- | -------- | --------- | --------- | --------- | -------- | --------- | -------- | --------- | --------- | -- | -- | - | -- | ------ | -- | ---------------- |
|   | ВВС МВО                 | -        | 4:0 1:1   | 2:1 1:2   | 3:3 2:2   | 9:1 8:4  | 6:0 10:1  | 4:0 5:0  | 9:3 2:1   | 6:0 8:1   | 16 | 12 | 3 | 1  | 80-20  | 27 | Расформирование  |
|   | ЦДСА                    | 0:4 1:1  | -         | 9:2 2:7   | 4:2 3:3   | 4:1 5:3  | 5:2 10:2  | 6:1 8:0  | 15:2 14:1 | 6:0 7:1   | 16 | 12 | 2 | 2  | 99-32  | 26 |                  |
|   | «Динамо» Москва         | 1:2 2:1  | 2:9 7:2   | -         | 1:7 4:4   | 6:2 11:1 | 11:2 5:3  | 8:3 6:3  | 12:1 10:0 | 11:2 10:5 | 16 | 12 | 1 | 3  | 107-47 | 25 |                  |
| 4 | «Крылья Советов» Москва | 3:3 2:2  | 2:4 3:3   | 7:1 4:4   | -         | 6:4 7:1  | 11:1 11:0 | 10:1 5:3 | 7:1 3:4   | 9:0 12:0  | 16 | 10 | 4 | 2  | 102-32 | 24 |                  |
| 5 | ДО Ленинград            | 1:9 4:8  | 1:4 3:5   | 2:6 1:11  | 4:6 1:7   | -        | 7:3 7:5   | 5:5 5:3  | 12:2 6:1  | 4:3 4:4   | 16 | 6  | 2 | 8  | 67-82  | 14 |                  |
| 6 | «Спартак» Москва        | 0:6 1:10 | 2:5 2:10  | 2:11 3:5  | 1:11 0:11 | 3:7 5:7  | -         | 3:1 6:5  | 6:3 4:6   | 6:3 4:2   | 16 | 5  | 0 | 11 | 48-103 | 10 | Отказ от участия |
| 7 | «Динамо» Ленинград      | 0:4 0:5  | 1:6 0:8   | 3:8 3:6   | 1:10 3:5  | 5:5 3:5  | 1:3 5:6   | -        | 7:1 13:4  | 7:5 1:4   | 16 | 3  | 1 | 12 | 53-85  | 7  |                  |
| 8 | «Химик» Электросталь    | 3:9 1:2  | 2:15 1:14 | 1:12 0:10 | 1:7 4:3   | 2:12 1:6 | 3:6 6:4   | 1:7 4:13 | -         | 4:3 3:4   | 16 | 3  | 0 | 13 | 37-127 | 6  |                  |
| 9 | «Динамо» Свердловск     | 0:6 1:8  | 0:6 1:7   | 2:11 5:10 | 0:9 0:12  | 3:4 4:4  | 3:6 2:4   | 5:7 4:1  | 3:4 4:3   | -         | 16 | 2  | 1 | 13 | 37-102 | 5  |                  |

### Лучшие бомбардиры
1. Виктор Шувалов (ВВС МВО) — 44 шайбы
2. Беляй Бекяшев (ДО Ленинград) — 39 шайб
3. Алексей Гурышев («Крылья Советов» Москва) — 26 шайб
4. Николай Хлыстов («Крылья Советов» Москва) — 22 шайб

### Факты чемпионата

#### Результаты матчей
Самые крупный счёт был зафиксирован в матче ЦДСА с «Кауно Аудиняй» — 23-0. Этот же матч стал самым результативным.

Самый крупный счёт в розыгрыше медалей был зафиксирован в матчах ЦДСА с «Химиком» — 15-2 и 14-1. Первый из этих матчей и матч между «Динамо» Ленинград и «Химиком» (13-4) стали самыми результативными.

Наименее результативным стал матч между «Химиком» и «Даугавой» — 1-0.

#### Переигровка
Матч 2 декабря «Спартак» Москва — «Динамо» Ленинград (6-3), был аннулирован. В переигровке 9 декабря, в ничего значащем матче, «Динамо» победило 8-3.

## Класс «Б»
Игры в классе «Б» прошли с 15 по 29 декабря в Горьком. Три лидера набрали в играх между собой одинаковое количество очков, но ничья ДО в игре с «Торпедо» не позволила новосибирцам выйти в класс «А». Первые места разделили «Даугава» и «Дзержинец».

СК им. Сталина оказался слабейшим клубом из РСФСР и должен был играть переходные матчи.
| М | Команда                | 1    | 2    | 3    | 4   | 5    | 6    | 7    | 8    | И | В | Н | П | Ш     | О  | Примечания       |
| - | ---------------------- | ---- | ---- | ---- | --- | ---- | ---- | ---- | ---- | - | - | - | - | ----- | -- | ---------------- |
| 1 | «Даугава» Рига         | -    | 7:8  | 8:2  | 7:1 | 3:1  | 4:1  | 13:2 | 17:3 | 7 | 6 | 0 | 1 | 59-18 | 12 |                  |
| 2 | «Дзержинец» Челябинск  | 8:7  | -    | 2:6  | 5:2 | 5:3  | 6:2  | 9:2  | 12:1 | 7 | 6 | 0 | 1 | 47-23 | 12 |                  |
| 3 | ДО Новосибирск         | 2:8  | 6:2  | -    | 3:3 | 7:0  | 4:2  | 17:0 | 13:1 | 7 | 5 | 1 | 1 | 52-16 | 11 | Расформирование  |
| 4 | «Торпедо» Горький      | 1:7  | 2:5  | 3:3  | -   | 7:3  | 1:3  | 8:2  | 5:3  | 7 | 3 | 1 | 3 | 27-29 | 7  |                  |
| 5 | «Динамо» Таллин        | 1:3  | 3:5  | 0:7  | 3:7 | -    | 6:4  | 3:1  | 15:3 | 7 | 3 | 0 | 4 | 31-30 | 6  |                  |
| 6 | СК им. Сталина Молотов | 1:4  | 2:6  | 2:4  | 6:1 | 4:6  | -    | 0:6  | 12:1 | 7 | 2 | 0 | 5 | 27-28 | 4  |                  |
| 7 | «Спартак» Минск        | 2:13 | 2:9  | 0:17 | 2:8 | 1:3  | 6:0  | -    | 7:2  | 7 | 2 | 0 | 5 | 20-52 | 4  | Отказ от участия |
| 8 | «Кауно Аудиняй» Каунас | 3:17 | 1:12 | 1:13 | 3:5 | 3:15 | 1:12 | 2:7  | -    | 7 | 0 | 0 | 7 | 14-81 | 0  | Отказ от участия |

### Переходные матчи
«Динамо» Новосибирск — СК им. Сталина Молотов — 2:0, 2:4, 4:1
Команда из Молотова потеряла право выступать в классе «Б» следующего сезона, но, из-за отказа части клубов от участия, была снова допущен до соревнования.

### Составы команд
1. «Даугава»: Улдис Опитс, Имант Спундиньш; Элмар Баурис, Арнольд Браунс, Харий Витолиньш, Альфонс Егерс, Николай Кестерис, Арвид Никлас, Бруно Полис, Карл Ронис, Георг Страупе, Микелис Фирсов, Вальдемар Шульманис. Тренер — Эдгар Клавс.
2. «Дзержинец»: Виктор Наумов, Борис Ребянский; Евгений Акулин, Исаак Гальперин, Борис Глушков, Альберт Данилов, Рудольф Документов, Георгий Женишек, Николай Захаров, Сергей Захватов, Геннадий Иванов, Николай Канаев, Адольф Нестегин, Борис Семёнов, Николай Сидоренко, Виктор Соколов, Олег Сорокин, Виктор Столяров, Николай Черненко, Владимир Штырков. Тренер — Василий Карелин.
3. ДО Н: Владимир Лопатин, Михаил Огородников, Михаил Судоемов; Анатолий Васильев, Владимир Верига, Алексей Ветров, Виктор Звонарёв, Владимир Ивлев, Валентин Корсаков, Павел Маклецов, Виктор Никифоров, Георгий Овчинников, Юрий Паньков, Владимир Педрас, Борис Н. Соколов, Юрий Студенецкий, Борис Сысоев, Иван Хвостов, Владимир Чернов. Тренер — Александр Михеев.
4. «Торпедо»: Леонид Волков, Александр Ермольев, Анатолий Киселёв, Леонид Крайнов, Александр Кулябин, Николай Попков, Алексей Пушкин, Вячеслав Рубилов, Константин Титкин, Леонид Шиленков, Борис Шилов, Игорь Шичков, Михаил Цедилин. Тренер — Ливерий Носков.
5. «Динамо» Т: Аркадий Баринов, Анатолий Иванов, Фердинанд Линк, Элмар Мельдер, Юлиус Раудсепп, Олев Ряммаль, Хейно Сепп, Вальдеко Таук. Тренер — Эльмар Саар.
6. СК им. Сталина: Евгений Чернов; А. Вовин, Карл Граудин, Юрий Девятиреков, Аркадий Дёмин, Николай Косых, Дмитрий Лунегов, Лев Мотовилов, Владимир Петров, Валентин Петухов, Олег Решетов, В. Садилов, Леонид Терентьев, Андрей Шепталин.
7. «Спартак» Минск: Евгений Глембоцкий, Евгений Горин, Василий Колобов, Виктор Королёв, Николай Кудинов, Анатолий Моисеев, Бениамин Рабинович, Михаил Розин, Виталий Савин, Геннадий Соколов, Рональд Стриго, Арнольд Тихановский, Владимир Чиквин, Августин Шеститко, Алексей Шоринов, Борис Штейман.
8. «Кауно Аудиняй»: В. Бурсивичюс, Гжилинскис, Б. Згирскис, Витаутас Илгунас, А. Каплерайтис, Н. Каплерайтис, В. Люткявичюс, Л. Марцынявичюс, В. Радимов, В. Ясинскас.